# Apache Tika
Apache Tika — набір бібліотек на мові Java для виявлення, аналізу, виділення мета-даних і структурованого контенту з різноманітних форматів файлів. Всього підтримується більше 1200 форматів, включаючи HTML, XML, DOC, OLE2, OOXML, RTF, ePub, OpenDocument, PDF, різні формати зображень, мультимедіа, архівів і пакунків програм.
Спочатку Apache Tika був розроблений як частина пошукового рушія Apache Lucene, але пізніше переріс в самостійний проєкт.
Крім бібліотек, підготовлені консольна утиліта і GUI-застосунок для зручного вилучення даних з різних файлів. Крім мови Java, в рамках проєкту підготовлені обгортки для мов Python, .NET та C++.

## Застосування
Технології Tika використані у фреймворку для побудови пошукових систем Nutch.
Apache Tika був використаний, зокрема, Міжнародним консорціумом журналістів-розслідувачів для дослідження інформації у так званих «панамських документах».